# Southampton Football Club 2014-2015
Questa voce raccoglie le informazioni riguardanti il Southampton Football Club nelle competizioni ufficiali della stagione 2014-2015.

## Stagione
Mauricio Pochettino lascia i Saints e si accasa al Tottenham; al suo posto arriva l'olandese Ronald Koeman dal Feyenoord. L'esordio in Premier vede i Saints sconfitti per 2-1 sul campo del Liverpool nonostante una buona prestazione. Dopo un pareggio casalingo contro il West Bromwich, la prima vittoria della stagione arriva sul campo del Millwall nel secondo turno di Coppa di Lega: i Saints vincono per due reti a zero. Alla terza giornata di campionato arrivano anche i primi tre punti in Premier, conquistati sempre a Londra sul campo del West Ham con una vittoria per 3-1 grazie alla doppietta di Morgan Schneiderlin e al secondo gol in biancorosso di Graziano Pellè.

## Maglie e sponsor
Lo sponsor ufficiale per la stagione 2014-15 è Veho, una società di elettronica. Terminato e non rinnovato il contratto con l'Adidas, le maglie vengono autoprodotte: il Southampton è così l'unica squadra in Premier League senza uno sponsor tecnico.
| Casa | Trasferta |  |

## Organigramma societario
- Katharina Liebherr - Proprietario
- Ralph Krueger - Presidente
- Terry Paine - Presidente Onorario
- Gareth Rogers - Amministratore Delegato
- David Bence - Direttore Sportivo
- Martin Hunter - Direttore Tecnico

- Ronald Koeman - Manager
- Erwin Koeman - Assistente manager
- Jan Kluitenberg - Allenatore
- Sammy Lee - Assistente Allenatore
- Dave Watson - Allenatore dei portieri
- Fran Alonso - Preparatore Atletico
- Matt Radcliffe - Fisioterapista

- Paul Mitchell - Capo del reclutamento
- Bill Green - Scout Senior Team
- Tord Grip - Scout Senior Team
- Radhi Jaïdi - Scout internazionale
- Matt Hale - Manager
- Terry Moore - Assistente Manager
- Graeme Murty - Assistente Allenatore
- Paul Bodin - Assistente Allenatore

## Rosa
Rosa e numerazione sono aggiornate al 2 gennaio 2015.
| N. |                             | Ruolo | Calciatore            |
| -- | --------------------------- | ----- | --------------------- |
| 1  | Inghilterra (bandiera)      | P     | Kelvin Davis          |
| 2  | Inghilterra (bandiera)      | D     | Nathaniel Clyne       |
| 3  | Giappone (bandiera)         | D     | Maya Yoshida          |
| 4  | Francia (bandiera)          | C     | Morgan Schneiderlin   |
| 5  | Romania (bandiera)          | D     | Florin Gardoș         |
| 6  | Portogallo (bandiera)       | D     | José Fonte (capitano) |
| 7  | Irlanda (bandiera)          | A     | Shane Long            |
| 8  | Irlanda del Nord (bandiera) | C     | Steven Davis          |
| 9  | Inghilterra (bandiera)      | A     | Jay Rodriguez         |
| 10 | Senegal (bandiera)          | A     | Sadio Mané            |
| 11 | Serbia (bandiera)           | C     | Dušan Tadić           |
| 12 | Kenya (bandiera)            | C     | Victor Wanyama        |
| 15 | Serbia (bandiera)           | C     | Filip Đuričić         |
| 16 | Inghilterra (bandiera)      | C     | James Ward-Prowse     |
| 17 | Belgio (bandiera)           | D     | Toby Alderweireld     |

| N. |                        | Ruolo | Calciatore      |
| -- | ---------------------- | ----- | --------------- |
| 19 | Italia (bandiera)      | A     | Graziano Pellè  |
| 21 | Inghilterra (bandiera) | D     | Ryan Bertrand   |
| 22 | Paesi Bassi (bandiera) | C     | Eljero Elia     |
| 23 | Inghilterra (bandiera) | P     | Fraser Forster  |
| 24 | Zambia (bandiera)      | A     | Emmanuel Mayuka |
| 25 | Argentina (bandiera)   | P     | Paulo Gazzaniga |
| 27 | Galles (bandiera)      | C     | Lloyd Isgrove   |
| 28 | Inghilterra (bandiera) | C     | Harrison Reed   |
| 32 | Inghilterra (bandiera) | D     | Jason McCarthy  |
| 33 | Inghilterra (bandiera) | D     | Matt Targett    |
| 40 | Inghilterra (bandiera) | A     | Sam Gallagher   |
| 42 | Inghilterra (bandiera) | C     | Jake Hesketh    |
| 45 | Inghilterra (bandiera) | A     | Ryan Seager     |
| 46 | Inghilterra (bandiera) | C     | Dominic Gape    |

## Calciomercato

### Sessione estiva(dall'1/7 all'1/9)
Luke Shaw e Calum Chambers, i due terzini classe 1995, vanno rispettivamente al Manchester United e all'Arsenal mentre il Liverpool acquista dai Saints tre giocatori: Adam Lallana, Rickie Lambert e Dejan Lovren. Il Southampton incassa da queste cessioni un totale di quasi 120 milioni di euro. Il mercato in entrata comincia con l'acquisizione di due giocatori direttamente dall'Eredivisie: dal Twente arriva l'ala Dušan Tadić, mentre proprio dall'ex squadra di Koeman, il Feyenoord, viene acquistato l'italiano Graziano Pellè. Altri rinforzi sono il portiere Fraser Forster dal Celtic, il centrale di difesa rumeno Florin Gardoș dalla Steaua Bucarest, il terzino Ryan Bertrand in prestito dal Chelsea e l'attaccante irlandese Shane Long dall'Hull City. Viene anche finalizzato uno scambio di prestiti annuali con l'Inter: ai Saints arriva il centrocampista algerino Saphir Taïder mentre ai nerazzurri va l'attaccante naturalizzato italiano Pablo Osvaldo. Nell'ultimo giorno di mercato il Southampton finalizza diverse trattative sia in entrata che in uscita: lasciano i Saints Jos Hooiveld che va in prestito al Norwich, Gastón Ramírez prestato all'Hull City e i giovani Jake Sinclair e Jack Stephens che, sempre con la formula del prestito, vanno rispettivamente all'Hibernian e allo Swindon Town. Inoltre dopo neanche un mese dal suo trasferimento in Inghilterra, Taïder torna all'Inter. Arrivano il difensore belga Toby Alderweireld in prestito dall'Atlético Madrid e l'ala senegalese Sadio Mané in via definitiva dal Red Bull Salisburgo.
| Acquisti         | Acquisti          | Acquisti        | Acquisti                    |
| R.               | Nome              | da              | Modalità                    |
| ---------------- | ----------------- | --------------- | --------------------------- |
| A                | Sadio Mané        | Salisburgo      | definitivo (15 milioni €)   |
| A                | Shane Long        | Hull City       | definitivo (14,9 milioni €) |
| A                | Dušan Tadić       | Twente          | definitivo (14 milioni €)   |
| P                | Fraser Forster    | Celtic          | definitivo (12,5 milioni €) |
| A                | Graziano Pellè    | Feyenoord       | definitivo (10 milioni €)   |
| D                | Florin Gardoș     | Steaua Bucarest | definitivo (6,8 milioni €)  |
| D                | Ryan Bertrand     | Chelsea         | prestito                    |
| D                | Toby Alderweireld | Atlético Madrid | prestito                    |
| C                | Saphir Taïder     | Inter           | prestito                    |
| A                | Emmanuel Mayuka   | Sochaux         | fine prestito               |
| Altre operazioni |                   |                 |                             |
| R.               | Nome              | da              | Modalità                    |
| P                | Jordan Turnbull   | Swindon Town    | fine prestito               |
| A                | Pablo Osvaldo     | Juventus        | fine prestito               |

| Cessioni         | Cessioni        | Cessioni          | Cessioni                     |
| R.               | Nome            | a                 | Modalità                     |
| ---------------- | --------------- | ----------------- | ---------------------------- |
| D                | Luke Shaw       | Manchester Utd    | definitivo (37,5 milioni €)  |
| C                | Adam Lallana    | Liverpool         | definitivo (31 milioni €)    |
| D                | Dejan Lovren    | Liverpool         | definitivo (25,3 milioni €)  |
| D                | Calum Chambers  | Arsenal           | definitivo (20,23 milioni €) |
| A                | Rickie Lambert  | Liverpool         | definitivo (5,5 milioni €)   |
| A                | Pablo Osvaldo   | Inter             | prestito                     |
| D                | Jos Hooiveld    | Norwich City      | prestito                     |
| C                | Gastón Ramírez  | Hull City         | prestito                     |
| A                | Jake Sinclair   | Hibernian         | prestito                     |
| D                | Jordan Turnbull | Swindon Town      | prestito                     |
| D                | Jack Stephens   | Swindon Town      | prestito (fino al 31/1)      |
| A                | Guly do Prado   |                   | fine contratto               |
| C                | Saphir Taïder   | Inter             | fine prestito                |
| Altre operazioni |                 |                   |                              |
| R.               | Nome            | a                 | Modalità                     |
| A                | Billy Sharp     | Leeds Utd         | definitivo                   |
| D                | Daniel Fox      | Nottingham Forest | definitivo                   |
| A                | Jonathan Forte  |                   | fine contratto               |
| A                | Lee Barnard     |                   | fine contratto               |
| C                | Andy Robinson   |                   | fine contratto               |
| D                | Matt Young      |                   | fine contratto               |
| C                | Joe Curtis      |                   | fine contratto               |
| A                | Jamal Branker   |                   | fine contratto               |

### Trasferimenti tra le due sessioni
Il 19 settembre 2014 il portiere polacco Artur Boruc viene ceduto in prestito fino al 31 dicembre 2014 al Bournemouth.
| Acquisti | Acquisti | Acquisti | Acquisti |
| R.       | Nome     | da       | Modalità |
| -------- | -------- | -------- | -------- |

| Cessioni | Cessioni    | Cessioni          | Cessioni                 |
| R.       | Nome        | a                 | Modalità                 |
| -------- | ----------- | ----------------- | ------------------------ |
| P        | Artur Boruc | Bournemouth       | prestito (fino al 31/12) |
| P        | Will Britt  | Maidenhead United | prestito (fino al 20/11) |

### Sessione invernale(dal 5/1 al 31/1)
Dal mercato invernale arriva dal Werder Brema il centrocampista olandese Eljero Elia con la formula del prestito oneroso con diritto di riscatto. Inoltre viene esercitato il diritto di riscatto sul difensore Ryan Bertrand, che passa così a titolo definitivo dal Chelsea ai Saints. Dal Benfica arriva in prestito il giovane centrocampista serbo Filip Đuričić.
Per quanto riguarda il mercato in uscita, il centrocampista Jack Cork passa a titolo definitivo allo Swansea City. L'attaccante italo-argentino Pablo Osvaldo, di ritorno dal prestito all'Inter, si trasferisce fino al termine della stagione al Boca Juniors mentre il difensore Jos Hooiveld passa il prestito al Millwall.
| Acquisti | Acquisti      | Acquisti     | Acquisti                     |
| R.       | Nome          | da           | Modalità                     |
| -------- | ------------- | ------------ | ---------------------------- |
| D        | Ryan Bertrand | Chelsea      | definitivo (13,34 milioni €) |
| C        | Eljero Elia   | Werder Brema | prestito oneroso (500.000 €) |
| C        | Filip Đuričić | Benfica      | prestito                     |
| D        | Jos Hooiveld  | Norwich City | fine prestito                |
| A        | Pablo Osvaldo | Inter        | fine prestito                |

| Cessioni | Cessioni      | Cessioni     | Cessioni                 |
| R.       | Nome          | a            | Modalità                 |
| -------- | ------------- | ------------ | ------------------------ |
| C        | Jack Cork     | Swansea City | definitivo (4 milioni €) |
| D        | Jos Hooiveld  | Millwall     | prestito                 |
| A        | Pablo Osvaldo | Boca Juniors | prestito                 |
| D        | Ryan Bertrand | Chelsea      | fine prestito            |

## Risultati

### Premier League
| Arbitro: | Clattenburg |

|                            |           |           |
| Sterling 23’ Sturridge 79’ | Marcatori | 56’ Clyne |

| Southampton 23 agosto 2014, ore 16:00 CEST 2ª giornata | Southampton | 0 – 0 referto | West Bromwich | St. Mary's Stadium (27.958 spett.)\| Arbitro: \| East \| |
| Arbitro:                                               | East        |               |               |                                                          |

| Arbitro: | Dean |

|           |           |                                 |
| Noble 27’ | Marcatori | 45’, 68’ Schneiderlin 83’ Pellè |

| Arbitro: | Foy |

|                                           |           |  |
| Pellè 6’, 19’ Cork 54’ Schneiderlin 90+4’ | Marcatori |  |

| Arbitro: | Moss |

|  |           |             |
|  | Marcatori | 80’ Wanyama |

| Arbitro: | Clattenburg |

|                        |           |            |
| Bertrand 54’ Pellè 68’ | Marcatori | 66’ Austin |

| Arbitro: | Jones |

|             |           |  |
| Eriksen 40’ | Marcatori |  |

| Arbitro: | Marriner |

| |           |  |
| Vergini 12’ (aut.) Pellè 18’, 69’ Cork 37’ Bridcutt 63’ (aut.) Tadić 78’ Wanyama 79’ van Aanholt 86’ (aut.) | Marcatori |  |

| Arbitro: | Moss |

|          |           |  |
| Mané 33’ | Marcatori |  |

| Arbitro: | Atkinson |

|  |           |            |
|  | Marcatori | 3’ Wanyama |

| Arbitro: | Oliver |

|               |           |  |
| Long 75’, 80’ | Marcatori |  |

| Arbitro: | Dowd |

|                |           |           |
| Agbonlahor 29’ | Marcatori | 81’ Clyne |

| Arbitro: | Jones |

|  |           |                                     |
|  | Marcatori | 51’ Y. Touré 80’ Lampard 88’ Clichy |

| Arbitro: | Marriner |

|             |           |  |
| Sánchez 89’ | Marcatori |  |

| Arbitro: | Friend |

|           |           |                     |
| Pellè 31’ | Marcatori | 12’, 71’ van Persie |

| Arbitro: | Clattenburg |

|            |           |  |
| Barnes 73’ | Marcatori |  |

| Arbitro: | Moss |

|                                         |           |  |
| Lukaku 38’ (aut.) Pellè 65’ Yoshida 82’ | Marcatori |  |

| Arbitro: | Dean |

|          |           |                                        |
| Dann 86’ | Marcatori | 17’ Mané 48’ Bertrand 53’ Alderweireld |

| Arbitro: | Taylor |

|          |           |              |
| Mané 17’ | Marcatori | 45+1’ Hazard |

| Arbitro: | Pawson |

|                    |           |  |
| Mané 34’ Tadić 56’ | Marcatori |  |

| Arbitro: | Dowd |

|  |           |           |
|  | Marcatori | 69’ Tadić |

| Arbitro: | Madley |

|              |           |               |
| Gouffran 29’ | Marcatori | 14’, 62’ Elia |

| Arbitro: | Oliver |

|  |           |             |
|  | Marcatori | 83’ Shelvey |

| Arbitro: | East |

|  |           |            |
|  | Marcatori | 90+3’ Mané |

| Southampton 11 febbraio 2015, ore 20:45 CET 25ª giornata | Southampton | 0 – 0 referto | West Ham Utd | St. Mary's Stadium (31.241 spett.)\| Arbitro: \| Pawson \| |
| Arbitro:                                                 | Pawson      |               |              |                                                            |

| Arbitro: | Friend |

|  |           |                          |
|  | Marcatori | 3’ Coutinho 73’ Sterling |

| Arbitro: | Dowd |

|             |           |  |
| Berahino 2’ | Marcatori |  |

| Arbitro: | Atkinson |

|          |           |  |
| Mané 83’ | Marcatori |  |

| Arbitro: | Dean |

|           |           |                  |
| Costa 11’ | Marcatori | 19’ (rig.) Tadić |

| Arbitro: | East |

|                              |           |  |
| Long 37’ Shackell 58’ (aut.) | Marcatori |  |

| Arbitro: | East |

|              |           |  |
| Jagielka 16’ | Marcatori |  |

| Arbitro: | Friend |

|                                  |           |  |
| Ward-Prowse 56’ (rig.) Pellè 81’ | Marcatori |  |

| Arbitro: | Clattenburg |

|                    |           |                  |
| Diouf 47’ Adam 84’ | Marcatori | 22’ Schneiderlin |

| Arbitro: | Moss |

|                |           |                       |
| Pellè 29’, 65’ | Marcatori | 43’ Lamela 70’ Chadli |

| Arbitro: | Jones |

|                              |           |          |
| Gómez 21’ (rig.), 55’ (rig.) | Marcatori | 22’ Mané |

| Arbitro: | East |

|                |           |  |
| Mahrez 7’, 19’ | Marcatori |  |

| Arbitro: | Madley |

|                                            |           |               |
| Mané 13’, 14’, 16’ Long 26’, 38’ Pellè 81’ | Marcatori | 45+3’ Benteke |

| Arbitro: | Foy |

|                        |           |  |
| Lampard 31’ Agüero 88’ | Marcatori |  |

### FA Cup
| Arbitro: | Atkinson |

|                  |           |             |
| Schneiderlin 33’ | Marcatori | 19’ Ambrose |

| Arbitro: | Scott |

|  |           |          |
|  | Marcatori | 19’ Long |

| Arbitro: | Moss |

|                          |           |                             |
| Pellè 6’ Dann 16’ (aut.) | Marcatori | 11’, 39’ Chamakh 21’ Sanogo |

### Football League Cup
| Arbitro: | Whitestone |

|  |           |                      |
|  | Marcatori | 53’ Cork 90+3’ Pellè |

| Arbitro: | Stroud |

|             |           |                            |
| Sánchez 14’ | Marcatori | 20’ (rig.) Tadić 40’ Clyne |

| Arbitro: | Mason |

|                       |           |                        |
| N'Zonzi 49’ Diouf 82’ | Marcatori | 6’, 89’ Pellè 30’ Long |

| Arbitro: | Foy |

|             |           |  |
| McNulty 63’ | Marcatori |  |

## Statistiche

### Statistiche di squadra
Statistiche aggiornate al 25 maggio 2015
| Competizione        | Punti | In casa | In casa | In casa | In casa | In casa | In casa | In trasferta | In trasferta | In trasferta | In trasferta | In trasferta | In trasferta | Totale | Totale | Totale | Totale | Totale | Totale | DR  |
| Competizione        | Punti | G       | V       | N       | P       | GF      | GS      | G            | V            | N            | P            | GF           | GS           | G      | V      | N      | P      | GF     | GS     | DR  |
| ------------------- | ----- | ------- | ------- | ------- | ------- | ------- | ------- | ------------ | ------------ | ------------ | ------------ | ------------ | ------------ | ------ | ------ | ------ | ------ | ------ | ------ | --- |
| Premier League      | 60    | 19      | 11      | 4       | 4       | 37      | 13      | 19           | 7            | 2            | 10           | 17           | 20           | 38     | 18     | 6      | 14     | 54     | 33     | +21 |
| FA Cup              | -     | 2       | 0       | 1       | 1       | 3       | 4       | 1            | 1            | 0            | 0            | 1            | 0            | 3      | 1      | 1      | 1      | 4      | 4      | 0   |
| Football League Cup | -     | 0       | 0       | 0       | 0       | 0       | 0       | 4            | 3            | 0            | 1            | 7            | 4            | 4      | 3      | 0      | 1      | 7      | 4      | +3  |
| Totale              | 60    | 21      | 11      | 5       | 5       | 40      | 17      | 24           | 11           | 2            | 11           | 25           | 24           | 45     | 22     | 7      | 16     | 65     | 41     | +24 |

### Andamento in campionato
| Giornata  | 1  | 2  | 3 | 4 | 5 | 6 | 7 | 8 | 9 | 10 | 11 | 12 | 13 | 14 | 15 | 16 | 17 | 18 | 19 | 20 | 21 | 22 | 23 | 24 | 25 | 26 | 27 | 28 | 29 | 30 | 31 | 32 | 33 | 34 | 35 | 36 | 37 | 38 |
| --------- | -- | -- | - | - | - | - | - | - | - | -- | -- | -- | -- | -- | -- | -- | -- | -- | -- | -- | -- | -- | -- | -- | -- | -- | -- | -- | -- | -- | -- | -- | -- | -- | -- | -- | -- | -- |
| Luogo     | T  | C  | T | C | T | C | T | C | C | T  | C  | T  | C  | T  | C  | T  | C  | T  | C  | C  | T  | T  | C  | T  | C  | C  | T  | C  | T  | C  | T  | C  | T  | C  | T  | T  | C  | T  |
| Risultato | P  | N  | V | V | V | V | P | V | V | V  | V  | N  | P  | P  | P  | P  | V  | V  | N  | V  | V  | V  | P  | V  | N  | P  | P  | V  | N  | V  | P  | V  | P  | N  | P  | P  | V  | P  |
| Posizione | 14 | 14 | 8 | 4 | 2 | 2 | 3 | 3 | 2 | 2  | 2  | 2  | 3  | 3  | 5  | 5  | 5  | 4  | 4  | 4  | 3  | 3  | 4  | 3  | 4  | 5  | 5  | 5  | 6  | 6  | 6  | 5  | 6  | 7  | 7  | 7  | 7  | 7  |

Fonte:  Premier League – Classifiche, su sport.sky.it, sport.sky.it (archiviato dall'url originale il 19 agosto 2014).
Legenda:

Luogo: C = Casa; T = Trasferta. Risultato: V = Vittoria; N = Pareggio; P = Sconfitta.

### Statistiche dei giocatori
In corsivo i giocatori che hanno lasciato la squadra a stagione già iniziata.
| Giocatore       | Premier League | Premier League | Premier League | Premier League | FA Cup   | FA Cup | FA Cup      | FA Cup     | League Cup | League Cup | League Cup  | League Cup | Totale   | Totale | Totale      | Totale     |
| Giocatore       | Presenze       | Reti           | Ammonizioni    | Espulsioni     | Presenze | Reti   | Ammonizioni | Espulsioni | Presenze   | Reti       | Ammonizioni | Espulsioni | Presenze | Reti   | Ammonizioni | Espulsioni |
| --------------- | -------------- | -------------- | -------------- | -------------- | -------- | ------ | ----------- | ---------- | ---------- | ---------- | ----------- | ---------- | -------- | ------ | ----------- | ---------- |
| T. Alderweireld | 26             | 1              | 3              | 0              | 0        | 0      | 0           | 0          | 2          | 0          | 0           | 0          | 28       | 1      | 3           | 0          |
| R. Bertrand     | 34             | 2              | 3              | 1              | 3        | 0      | 0           | 0          | 2          | 0          | 0           | 0          | 39       | 2      | 3           | 1          |
| N. Clyne        | 35             | 2              | 5              | 0              | 2        | 0      | 1           | 0          | 4          | 1          | 0           | 0          | 41       | 3      | 6           | 0          |
| J. Cork         | 12             | 2              | 0              | 0              | 1        | 0      | 0           | 0          | 2          | 1          | 0           | 0          | 15       | 3      | 0           | 0          |
| K. Davis        | 7              | 0              | 0              | 0              | 0        | 0      | 0           | 0          | 0          | 0          | 0           | 0          | 7        | 0      | 0           | 0          |
| S. Davis        | 35             | 0              | 3              | 0              | 3        | 0      | 0           | 0          | 3          | 0          | 0           | 0          | 41       | 0      | 3           | 0          |
| F. Đuričić      | 9              | 0              | 1              | 0              | 0        | 0      | 0           | 0          | 0          | 0          | 0           | 0          | 9        | 0      | 1           | 0          |
| E. Elia         | 16             | 2              | 2              | 0              | 1        | 0      | 0           | 0          | 0          | 0          | 0           | 0          | 17       | 2      | 2           | 0          |
| J. Fonte        | 37             | 0              | 5              | 0              | 3        | 0      | 1           | 0          | 4          | 0          | 2           | 0          | 44       | 0      | 8           | 0          |
| F. Forster      | 30             | 0              | 1              | 0              | 3        | 0      | 0           | 0          | 4          | 0          | 1           | 0          | 37       | 0      | 2           | 0          |
| S. Gallagher    | 0              | 0              | 0              | 0              | 0        | 0      | 0           | 0          | 0          | 0          | 0           | 0          | 0        | 0      | 0           | 0          |
| D. Gape         | 1              | 0              | 0              | 0              | 0        | 0      | 0           | 0          | 0          | 0          | 0           | 0          | 1        | 0      | 0           | 0          |
| F. Gardoș       | 10             | 0              | 1              | 0              | 3        | 0      | 1           | 0          | 3          | 0          | 0           | 1          | 16       | 0      | 2           | 1          |
| P. Gazzaniga    | 2              | 0              | 0              | 0              | 0        | 0      | 0           | 0          | 0          | 0          | 0           | 0          | 2        | 0      | 0           | 0          |
| J. Hesketh      | 2              | 0              | 1              | 0              | 0        | 0      | 0           | 0          | 0          | 0          | 0           | 0          | 2        | 0      | 1           | 0          |
| L. Isgrove      | 1              | 0              | 0              | 0              | 1        | 0      | 0           | 0          | 2          | 0          | 0           | 0          | 4        | 0      | 0           | 0          |
| S. Long         | 32             | 5              | 2              | 0              | 3        | 1      | 0           | 0          | 4          | 1          | 0           | 0          | 39       | 7      | 2           | 0          |
| S. Mané         | 30             | 10             | 5              | 0              | 0        | 0      | 0           | 0          | 2          | 0          | 1           | 0          | 32       | 10     | 6           | 0          |
| E. Mayuka       | 5              | 0              | 0              | 0              | 0        | 0      | 0           | 0          | 1          | 0          | 0           | 0          | 6        | 0      | 0           | 0          |
| S. McCarthy     | 1              | 0              | 0              | 0              | 0        | 0      | 0           | 0          | 0          | 0          | 0           | 0          | 1        | 0      | 0           | 0          |
| G. Pellè        | 38             | 12             | 6              | 0              | 3        | 1      | 0           | 0          | 3          | 3          | 3           | 0          | 44       | 16     | 9           | 0          |
| G. Ramírez      | 1              | 0              | 0              | 0              | 0        | 0      | 0           | 0          | 1          | 0          | 0           | 0          | 2        | 0      | 0           | 0          |
| H. Reed         | 9              | 0              | 0              | 0              | 1        | 0      | 0           | 0          | 0          | 0          | 0           | 0          | 10       | 0      | 0           | 0          |
| J. Rodriguez    | 0              | 0              | 0              | 0              | 0        | 0      | 0           | 0          | 0          | 0          | 0           | 0          | 0        | 0      | 0           | 0          |
| R. Seager       | 1              | 0              | 0              | 0              | 1        | 0      | 0           | 0          | 0          | 0          | 0           | 0          | 2        | 0      | 0           | 0          |
| M. Schneiderlin | 26             | 4              | 5              | 1              | 1        | 1      | 1           | 0          | 3          | 0          | 1           | 0          | 30       | 5      | 7           | 1          |
| D. Tadić        | 31             | 4              | 2              | 0              | 3        | 0      | 0           | 0          | 3          | 1          | 0           | 0          | 37       | 5      | 2           | 0          |
| M. Targett      | 6              | 0              | 0              | 0              | 2        | 0      | 1           | 0          | 4          | 0          | 2           | 0          | 12       | 0      | 3           | 0          |
| V. Wanyama      | 32             | 3              | 10             | 0              | 2        | 0      | 0           | 0          | 4          | 0          | 2           | 0          | 38       | 3      | 12          | 0          |
| J. Ward-Prowse  | 25             | 1              | 0              | 1              | 3        | 0      | 0           | 0          | 2          | 0          | 0           | 0          | 30       | 1      | 0           | 1          |
| M. Yoshida      | 22             | 1              | 3              | 0              | 0        | 0      | 0           | 0          | 1          | 0          | 0           | 0          | 23       | 1      | 3           | 0          |